# Knedlík

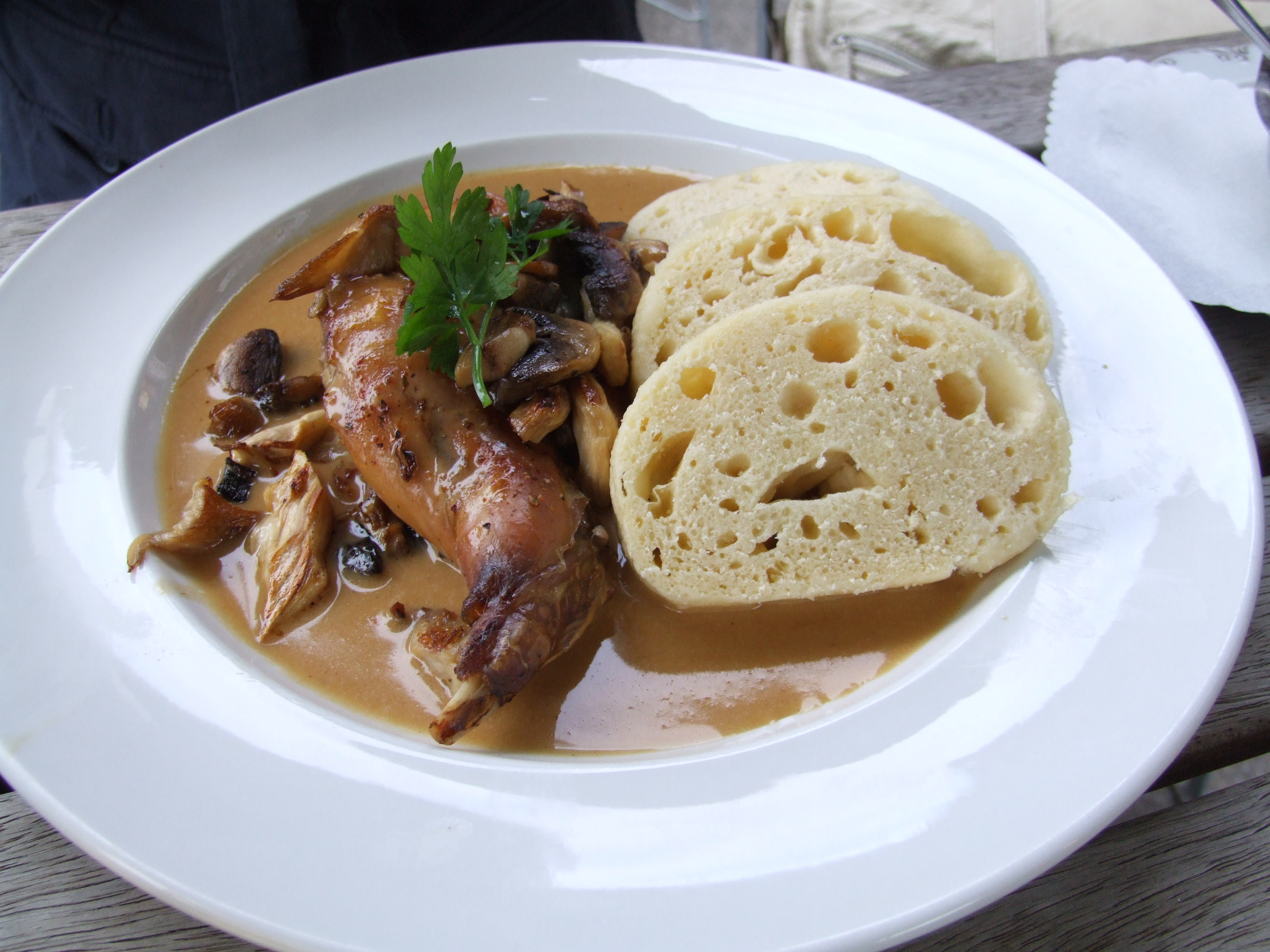
Králičí stehno s omáčkou a knedlíkem

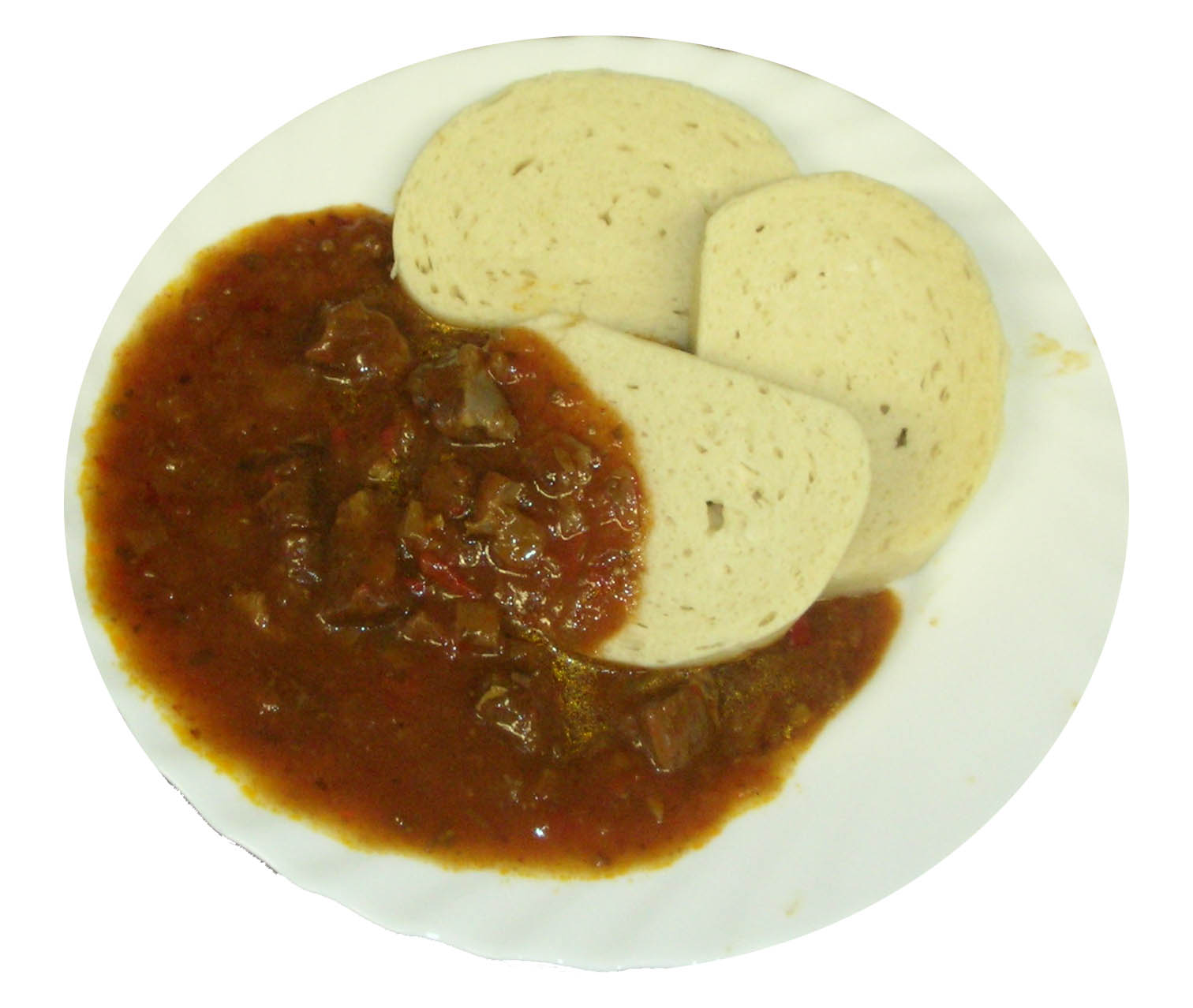
Guláš s knedlíkem

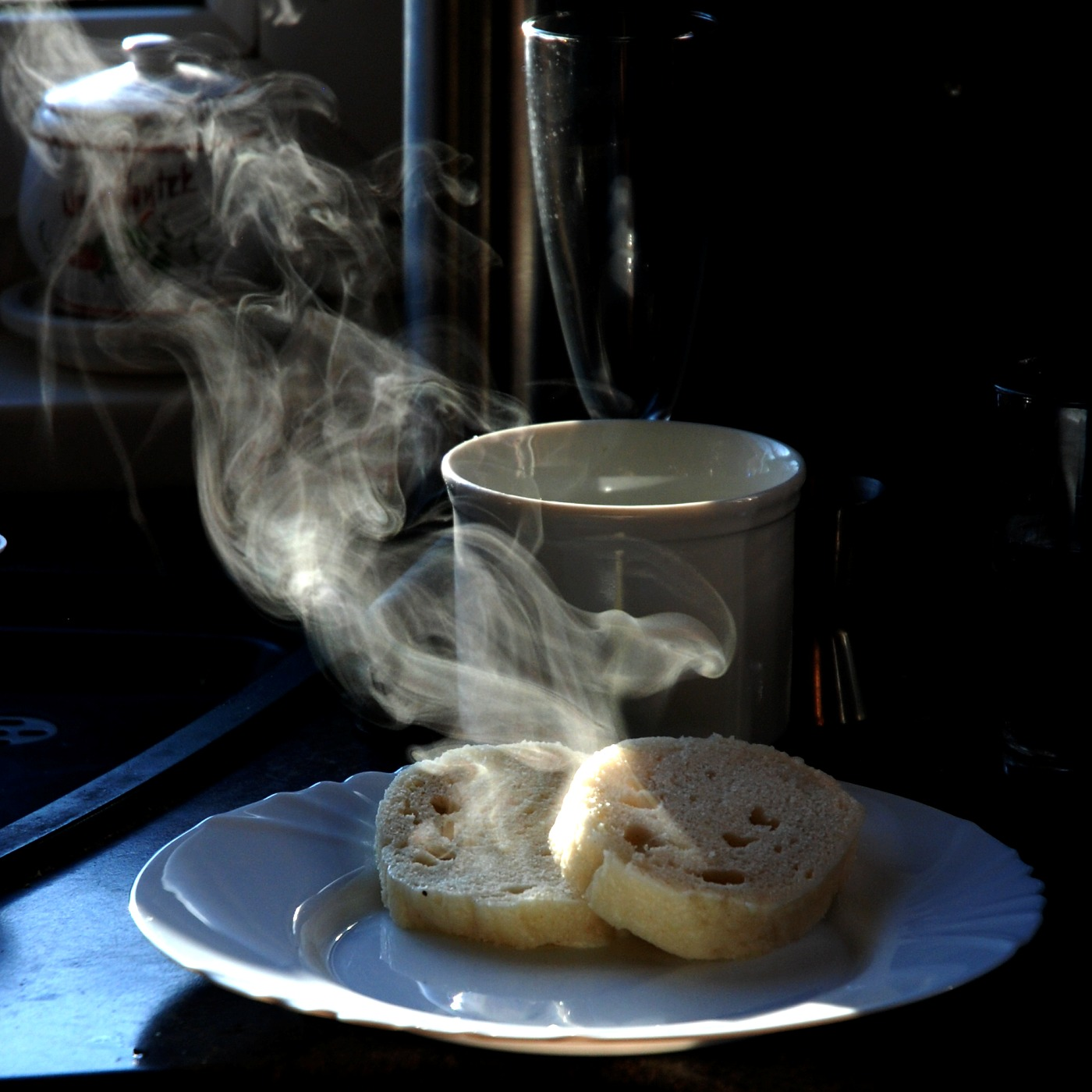
Čerstvý horký knedlík

Knedlík nebo též knedle je vařený pokrm vyrobený z těsta. Složení těsta se podle různých receptů velmi liší. Knedlíky mohou být bez náplně nebo s nejrůznější náplní. Formují se do tvaru koule nebo šišky a vaří se v osolené vodě nebo v páře.

## Historie vzniku
Ve starověku i středověku se názvem knedlík označovaly kuličky či šištičky z nasekaného masa, které se smažily na sádle. Zhruba od 17. století se začala využívat jako základ i mouka. Původně se pekly (šlo tedy o pečivo). Na počátku 19. století nebyly knedlíky přílohou k masu, ale hlavním jídlem. Postupně vznikaly různé jejich varianty, používala se i rýže, různé náplně a tvary. A vznikaly i typické národní pokrmy, např. známé Vepřo knedlo zelo. O původ tradičních knedlíků se však neustále přou[zdroj⁠?!] Němci, Češi a Rakušané.

## Druhy knedlíků
Existují desítky různých receptů; zde je výčet základních:

### Základ mouka
- jáhlový (jáhly, sůl, bezlepková mouka), vhodný pro dietu
- houskový (mouka, rohlík, vejce, sůl, voda nebo sodovka), běžná příloha k masu
- kynutý kvasnicový (mouka, mléko, vejce, kvasnice)
- houskový kynutý práškem (mouka, rohlík,žloutek, mléko, prášek do pečiva, sůl)
- houskový kvasnicový (mouka, droždí, cukr, sůl, rohlíky, voda)
- tyrolský houskový (mouka, houska, cibule, slanina, mléko, vejce, sůl, pepř, petrželka)

#### Plněné

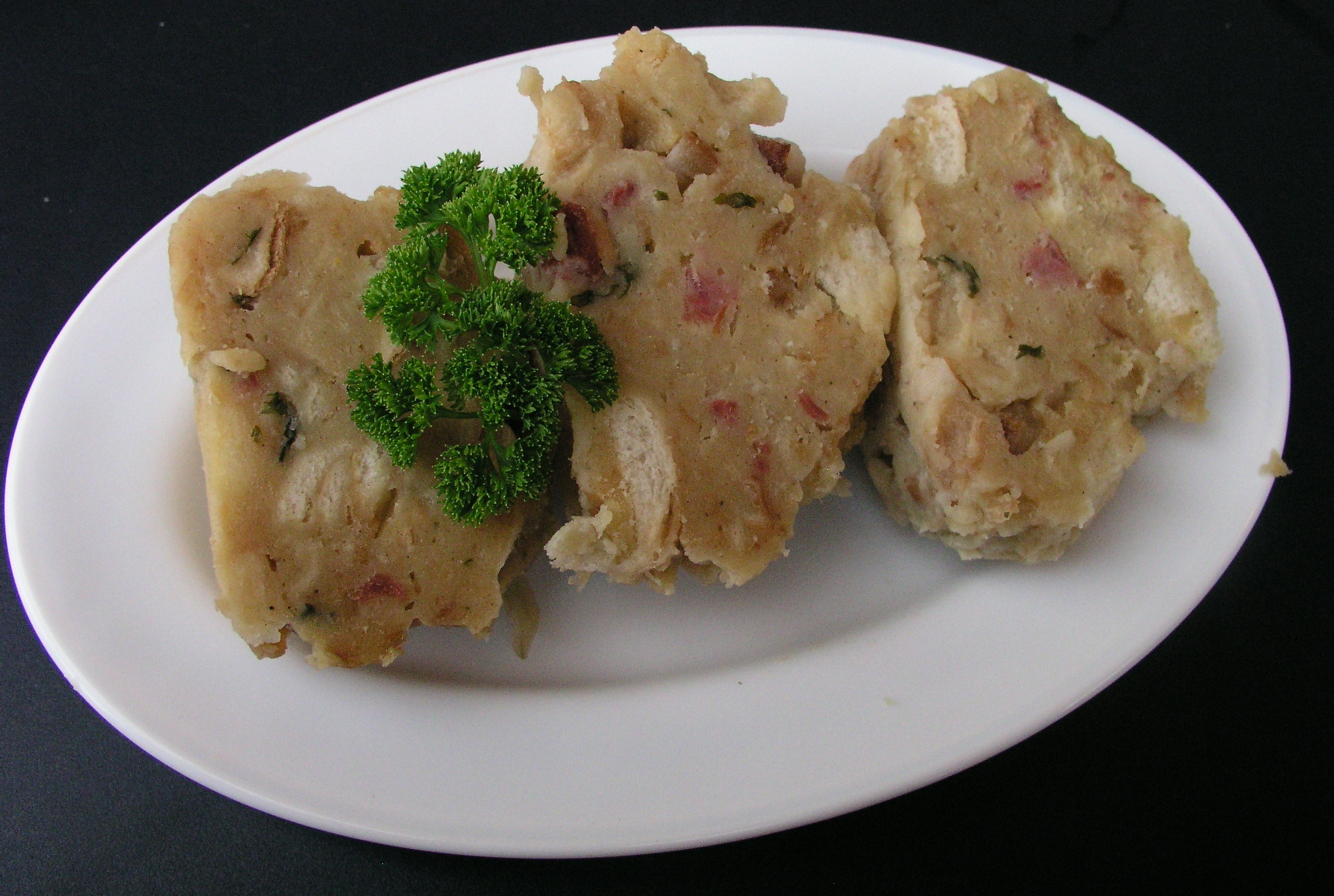
Špekové knedlíky

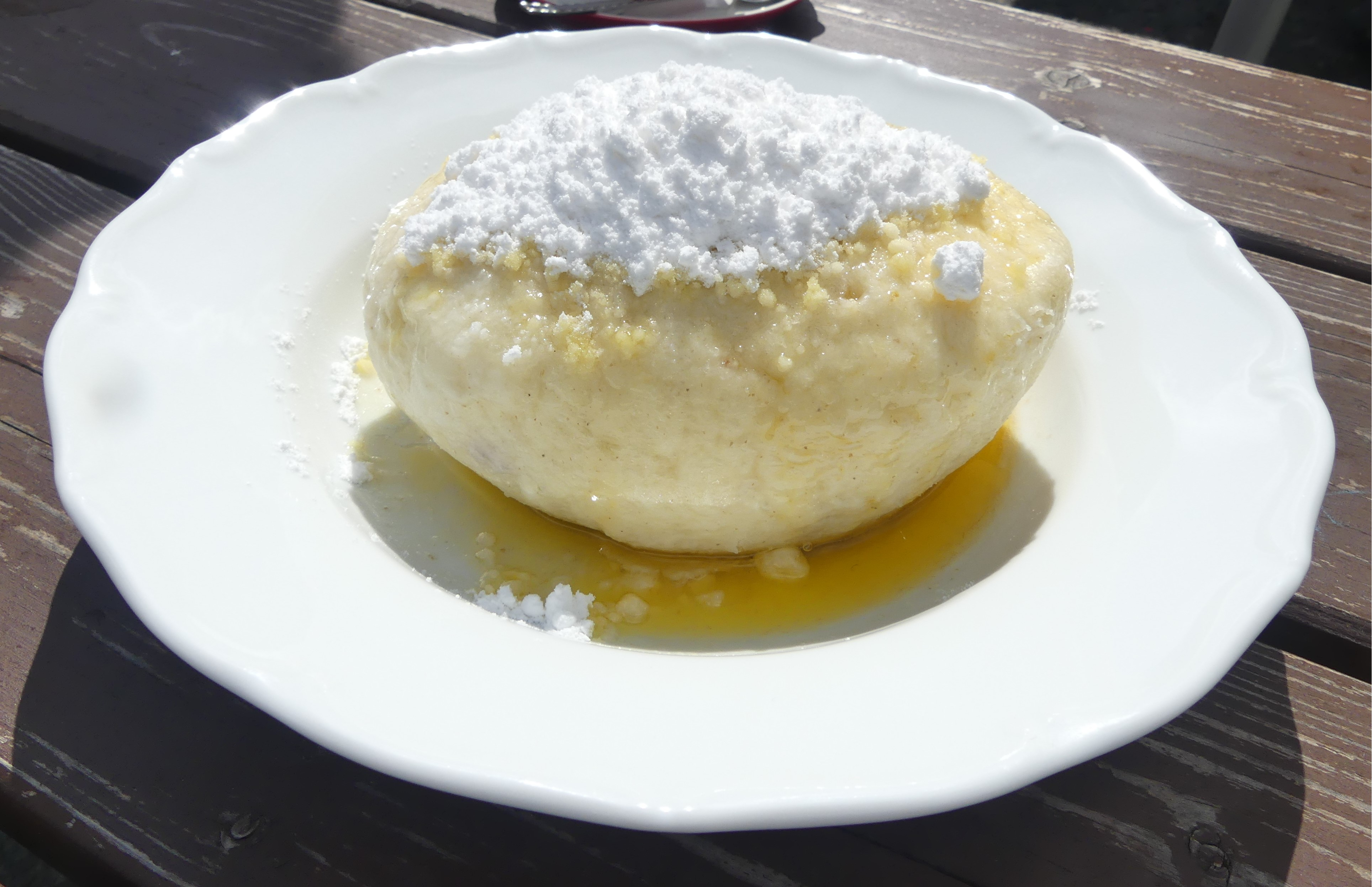
Ovocný knedlík plněný borůvkami z Deštného v Orlických horách.

- Ovocný knedlík plněný borůvkami z Deštného v Orlických horách.houbové (houby, mouka, sádlo, cibule, strouhanka, slanina, veka, mléko, vejce, pepř a sůl)
- špekové (uzené, slanina, mléko, vejce, veka, mouka, muškátový květ, sůl a pepř)
- bůčkové (varianta špekových)
- ovocné (různé náplně)

### Základ brambory

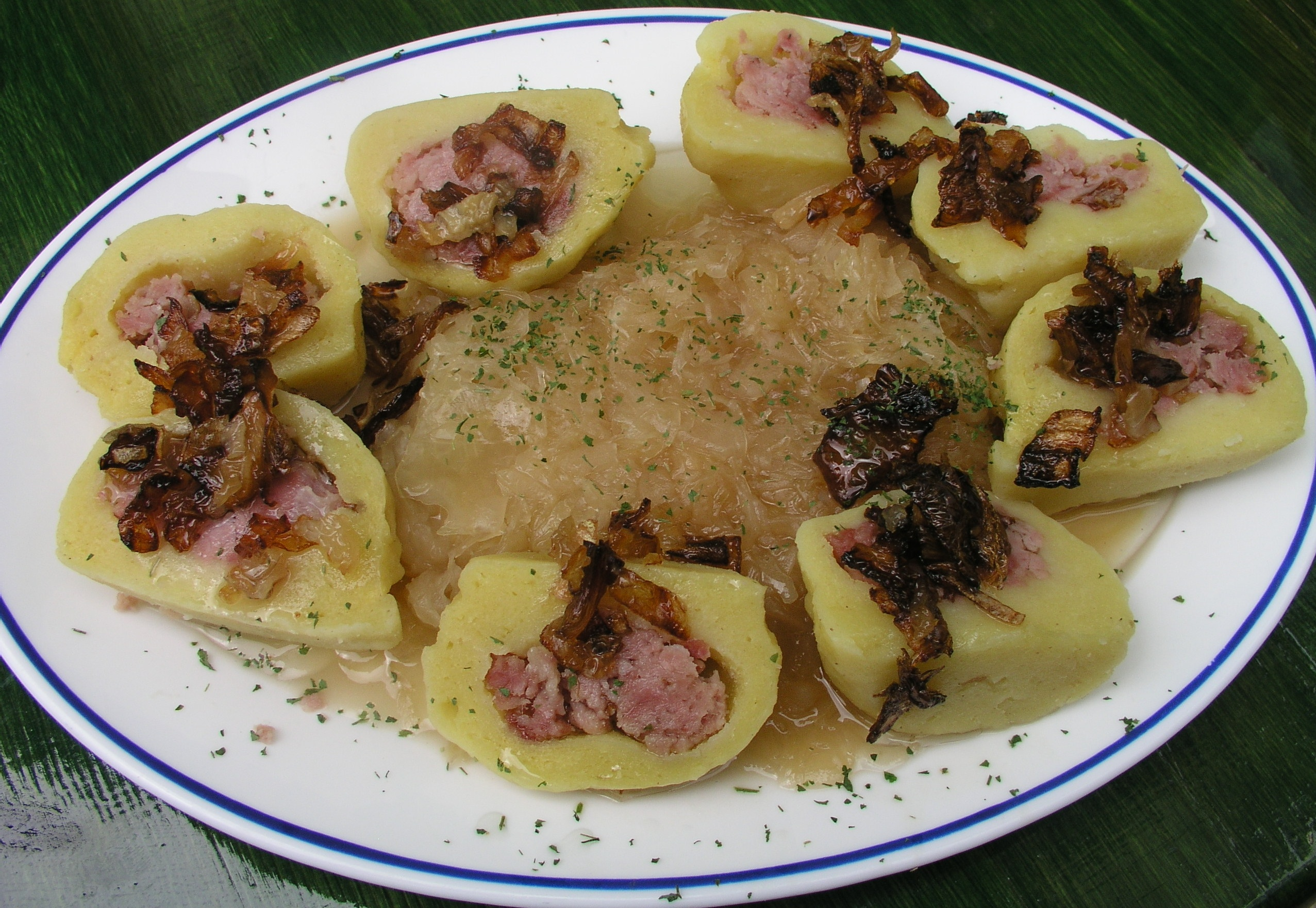
Plněné bramborové knedlíky

- bramborové (brambory, mouka, škrobová moučka, sůl, vejce)
- jemný bramborový (brambory, rohlíky, vejce, mouka, sůl)
- šulánky (brambory, mouka, mléko či voda, sůl)
- jihočeské drbáky (brambory, mouka jen na obalení)
- jihočeské bosáky ze syrových a vařených brambor (trocha mouky, vejce, sádlo)
- české chlupaté (brambory, mouka, vejce, sůl, sádlo, cibule)

### Bez mouky
- maďarský (veka, papriky, vejce, máslo, cibule, sůl a pepř)
- strouhankový (strouhanka, vejce, máslo, mléko), varianta s bylinkami
- švábské sýrové (veka, mléko, tvrdý sýr, vejce, cibule, petržel, máslo, lžička mouky)
- játrové, přidávané do polévek
- tvarohové